# Sông Dordogne
Dordogne (tiếng Occitan: Dordonha, tiếng Pháp: La Dordogne) là một con sông ở vùng nam trung và miền tây nam nước Pháp. Dordogne và lưu vực của nó đã được công nhận là khu dự trữ sinh quyển thế giới bởi UNESCO vào tháng 11 năm 2012.

## Tên gọi
Tên Dordogne không phải là một từ mới, nó được đặt theo tên phổ biến Dore và Dogne. Nó có nguồn gốc từ một từ cổ Durānius, bắt nguồn từ gốc tiền-Celtic dûr-, dor ̣- ̣̣(như là Durance)
Tên thời trung cổ của nó có hậu tố -ononia: Dorononia fluvius (thế kỷ thứ sáu), Dornonia (thế kỷ thứ tám) rồi đổi thành Dordonia (thế kỷ thứ chín) để chánh bị trùng tên.

## Địa lý
Sông bắt nguồn từ sườn dãy Puy de Sancy 1.885 m trên mực nước biển ở đỉnh núi Auvergne, từ đó chia thành hai dòng ở thị trấn Le Mont-Dore: dòng Dore và dòng Dogne. Nó chảy về phía tây 500 km qua vùng Limousin và Périgord trước khi chảy vào Gironde, nó có chung cửa sông với Garonne, ở Bec d'Ambès phía bắc của thành phố Bordeaux.

## Thiên nhiên
Dordogne có thủy triều.

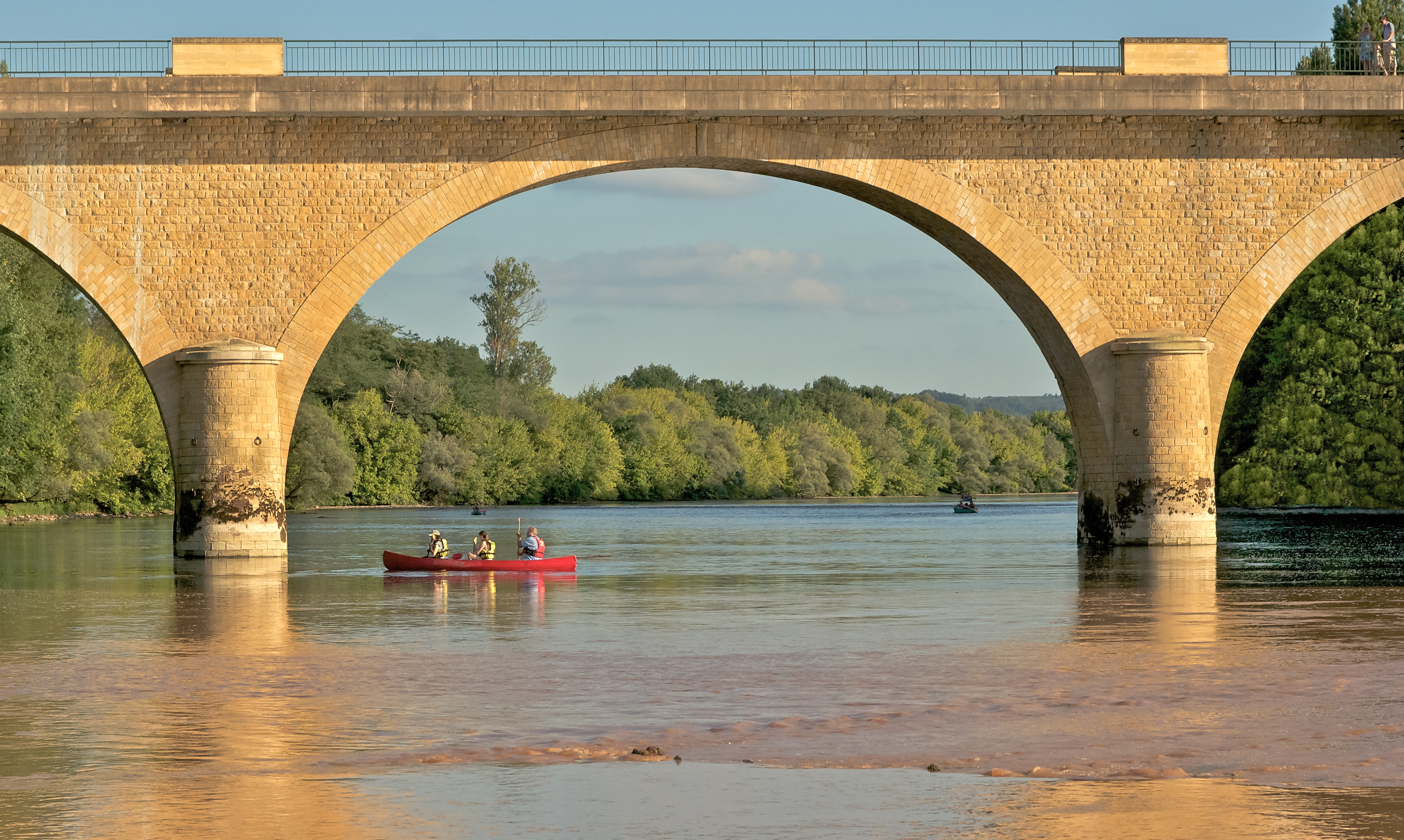
Ca-nô trên sông Dordogne

Phần thượng thung lũng Dordogne là một loạt các hẻm núi sâu. Những vách đá, dòng nước chảy xiết và những cây cầu ở trên cao rất hấp dẫn với du khách. Có nhiều phần sông được xây đập tạo thành hồ lớn. Có nhiều điểm cắm trại và khu du lịch trên thung lũng.
Dưới Argentat và xung quanh Beaulieu-sur-Dordogne, thung lũng mở rộng để chứa màu mỡ, đất nông nghiệp, đồng cỏ và vườn cây ăn trái. Thị trấn là điểm du lịch nổi tiếng nhờ có lịch sử và kiến trúc, khu vực bến cảng cùng với các nhà hàng ăn uống. Ở Périgord, thung lũng mở rộng hơn nữa trở thành khu vực ẩm thực lớn ở Pháp bao gồm vườn nho, trang trại gia cầm và rừng có nhiều nấm.
Mùa  du lịch chính của thung lũng Dordogne là từ tháng 6 đến tháng 9, mùa cao điểm là tháng 7 tháng 8. Lối sống và văn hóa của ở thung lũng Dordogne thu hút cả khách khắp nước Pháp và còn nhiều nước khác đặc biệt là Anh và Đức.

## Chảy qua

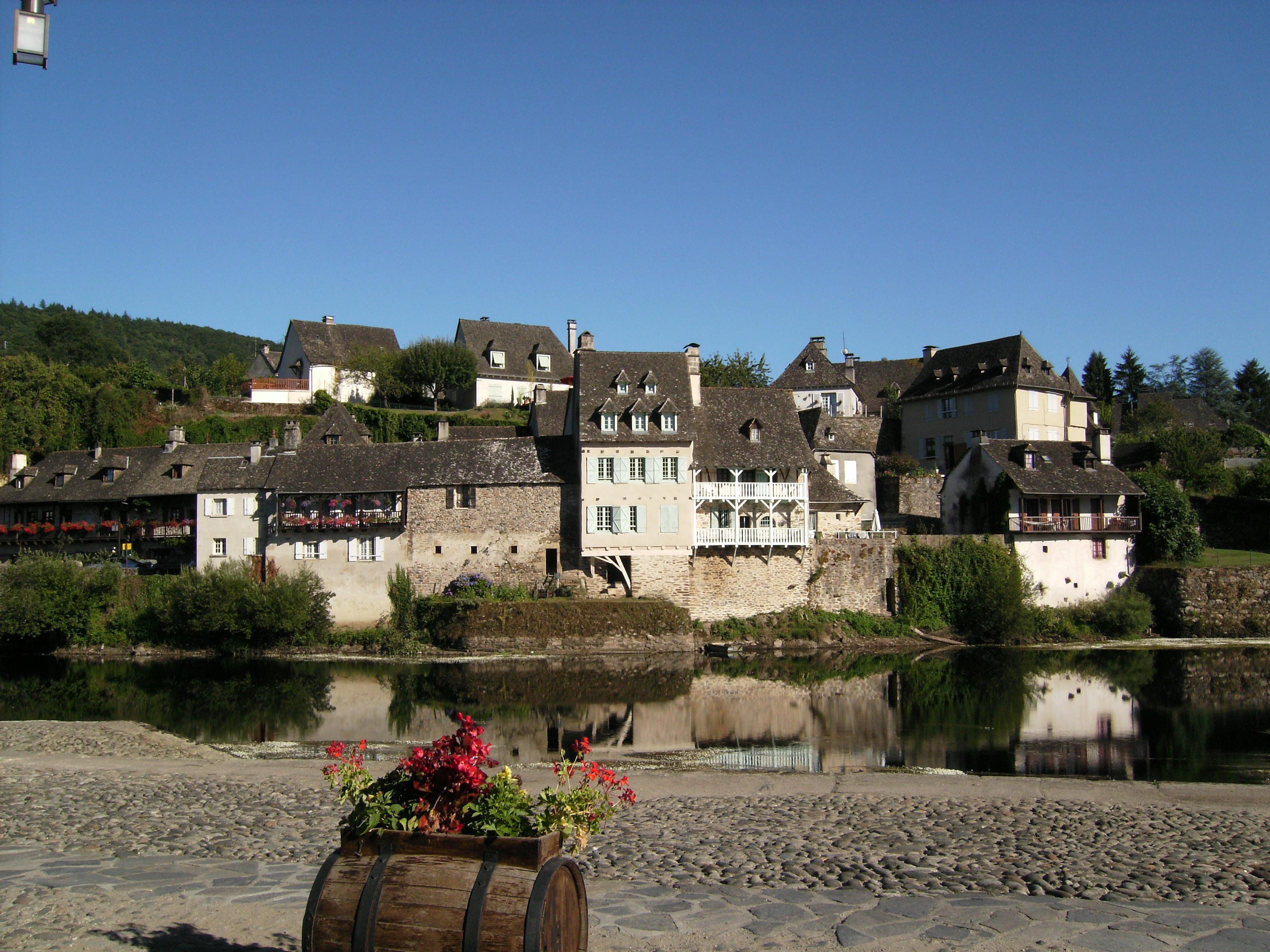
Sông Dorgodgne ở Argentat, Corrèze, một phần của vùng Limousin

Các các tỉnh của Pháp mà sông Dordogne chảy qua, cùng với các tỉnh khá gần sông:
- Tỉnh Puy-de-Dôme – thị trấn Le Mont-Dore (gần đầu sông) và La Bourboule;
- Tỉnh Corrèze – Các thị trấn Argentat, Bort-les-Orgues, và Beaulieu-sur-Dordogne;
- Tỉnh Lot – Các thị trấn Souillac, Pinsac, Lacave, Meyronne, Creysse, Montvalent, Martel, Floirac, Carennac Gintrac, Tauriac và Prudhomat;
- Tỉnh Dordogne – Các thị trấn Beynac-et-Cazenac, Sarlat, Saint-Cyprien, Dordogne và Bergerac
- Tỉnh Gironde – Các thị trấn Sainte-Corman-la-Grande và Libourne.

## Các nhánh sông

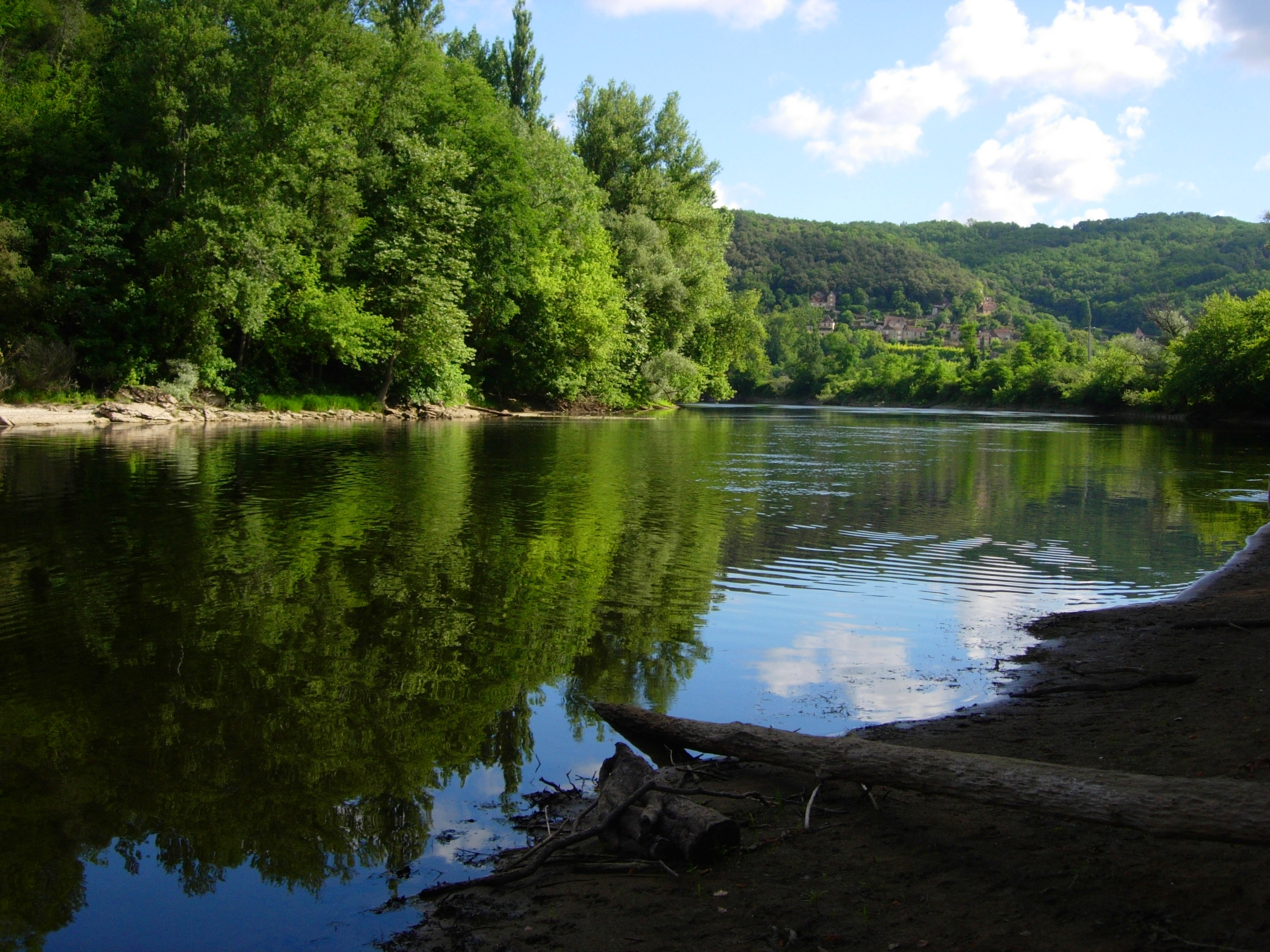
Sông Dordogne ở Périgord

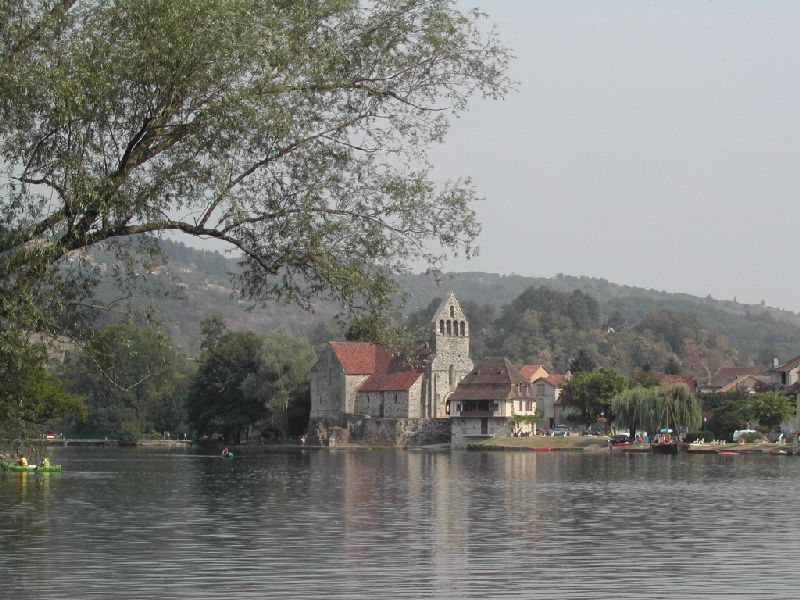
Beaulieu-sur-Dordogne và sông Dordogne nhìn từ Altillac

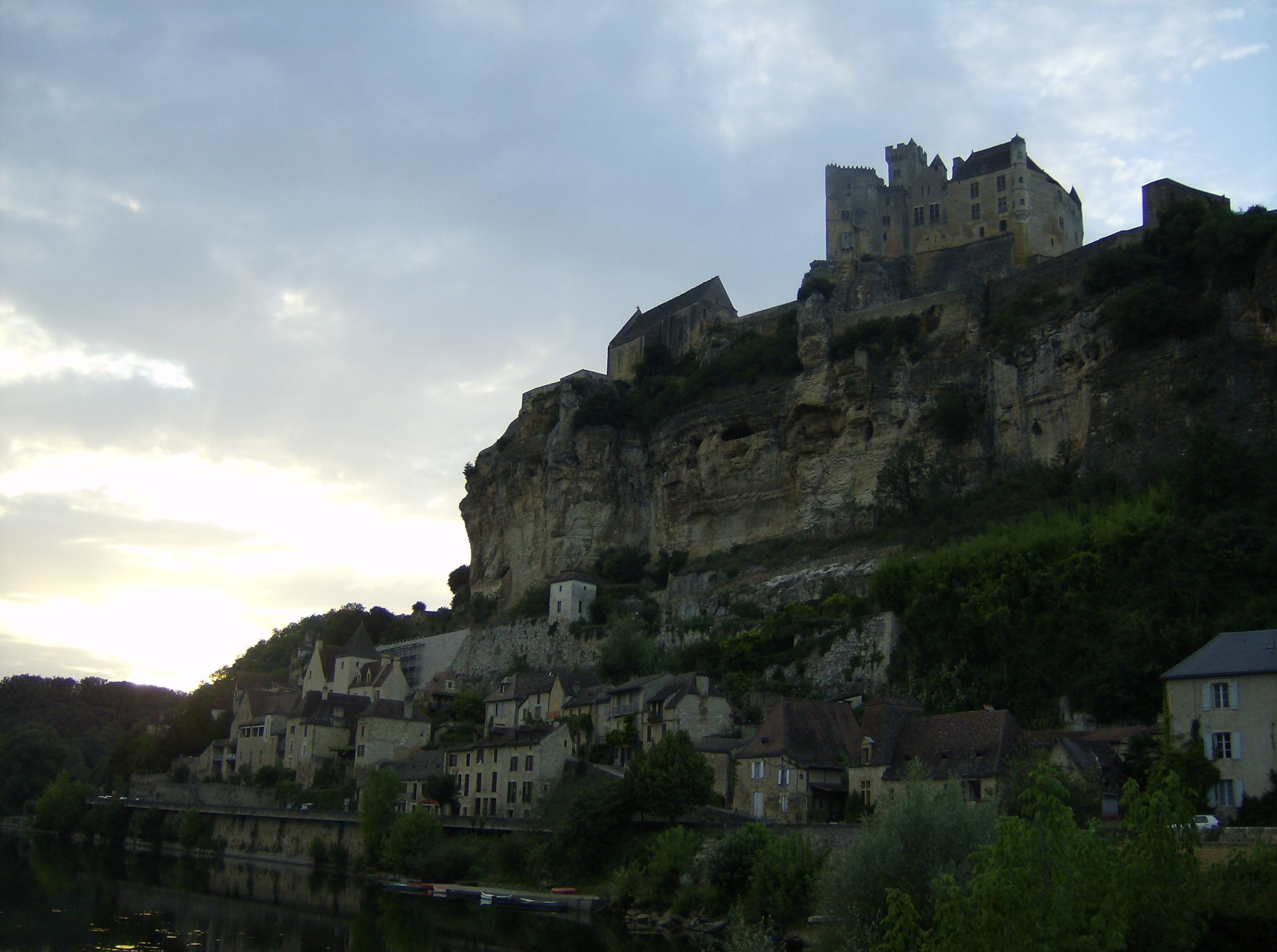
Beynac-et-Cazenac

Các nhánh chính từ nguồn đến cửa biển:
- (P) Chavanon;
- (T) Rhue;
- (P) Diège;
- (T) Sumène;
- (P) Triouzoune;
- (T) Auze;
- (P) Luzège;
- (P) Doustre;
- (T) Maronne;
- (T) Cère;
- (P) Sourdoire;
- (T) Ouysse;
- (T) Céou;
- (P) Vézère dọc theo nó có rất nhiều hang động thời tiền sử của Pháp
- (P) Isle;
- (T) Laurence.

Chú thích. : (P) = nhánh bên phải; (T) = nhánh bên trái

## Hoạt động
Ngoài các hoạt động bình thường như tennis và golf phổ biến ở nhiều khu vực của Pháp, có một số hoạt động trên nước ở sông Dordogne, bao gồm:
- Câu cá, một trò tiêu khiển của người dân địa phương và du khách;
- Đi ca nô và thuyền kayak, rất phổ biến (khá dễ để thuê);
- Đi tàu Gabare (tàu nhỏ truyền thống của Dordogne);
- Bè;
- Bơi;
- Motorboating;
- Du thuyền;
- Chèo thuyền;
- Trượt nước.

## Đường dẫn ngoài
- Không Biết tại hạnh trang cơ sở dữ liệu
- Không Biết thung Lũng trong Nhiều (bộ phận trang web trong tiếng pháp)
- Không Biết thung Lũng UNESCO dự Trữ Sinh (trang web trong tiếng pháp) Lưu trữ ngày 1 tháng 8 năm 2015 tại Wayback Machine